# Эльканова, Аннетта
Аннетта Эльканова (англ. Annette Elkanova, урождённая Фишман, англ. Fishman, в замужестве Блок, затем Блок-Бергер, англ. Block Berger; 31 октября 1920, Атлантик-Сити — 10 ноября 2014, Уэст-Лонг-Бранч, штат Нью-Джерси) — американская пианистка еврейского происхождения.
Родилась в семье эмигрантов из России. В 1934—1942 гг. училась в Кёртисовском институте у Изабеллы Венгеровой, в одном классе с Леонардом Бернстайном, в 1941 г. исполнила вместе с ним Концерт для двух фортепиано соло Игоря Стравинского для трансляции по радио NBC — сам Бернстайн оценивал это выступление как очень успешное. В 1942 году стала одной из победительниц Наумбурговского конкурса молодых исполнителей, благодаря чему дебютировала 19 января 1943 года в нью-йоркском Таун-холле с амбициозной программой, включавшей произведения разных эпох в диапазоне от Доменико Скарлатти до Пауля Хиндемита.
В дальнейшем, главным образом, вела педагогическую работу, на протяжении многих лет преподавала гармонию и теорию музыки в Ньюарке. Трижды была замужем, в третий раз за инженером Луисом Бергером. Мать трёх детей (от первого брака).